# 氧化镧
氧化镧是镧（III）的氧化物，分子式为La2O3，室温下为白色粉末。氧化镧可溶于酸生成镧盐。

## 制备
氧化镧通常利用草酸镧或者碳酸镧的热分解制备。
实验室可以用可溶性的镧盐和碱反应制备氢氧化镧，再使氢氧化镧受热分解得到氧化镧。

## 化学性质

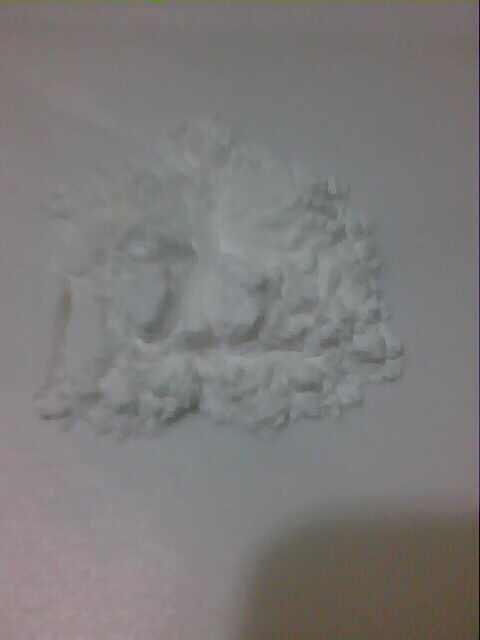
高纯的(99.99%)、储存良好的氧化镧。

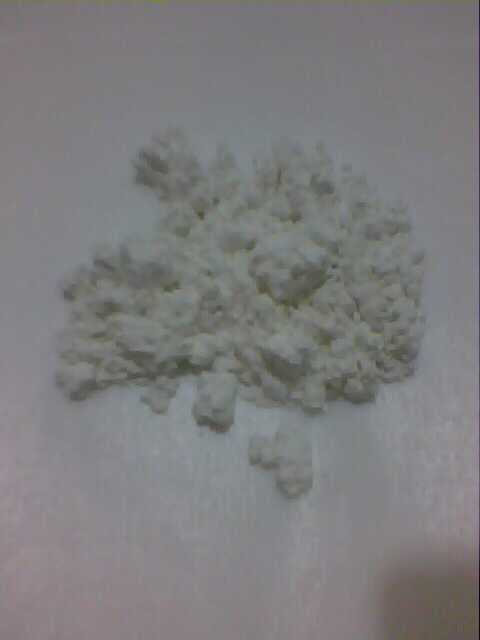
纯度超过99%的、在空气中吸收了二氧化碳和水蒸气的氧化镧，它变得比较疏散（稀疏）、颜色略显暗淡。

氧化镧不和碱反应，但可溶于强酸：
La2O3 + 6 H+ → 6 La3+ + 3 H2O
氧化镧在灼烧下可以和氧化硼化合：
3 B2O3 + La2O3 → 2 La(BO2)3
氧化镧在空气中易吸收水份和二氧化碳。